# Carl Michael Ziehrer
Carl Michael Ziehrer, född 2 maj 1843, död 13 november 1922, var en österrikisk kompositör. Han var den siste representanten för den klassiska wienervalsen och komponerade mer än 600 valser och 23 operetter, däribland König Jérôme och Die Landstreicher med valsen In lauschiger Nacht.